# قلدری
قلدری (به انگلیسی: Bullying) رفتاری است که طی آن در یک رابطه طرف دارای قدرت آشکارا از بیشتر بودن قدرت خود سوءاستفاده می‌کند و با پرخاشگری سعی در ارعاب طرف دیگر دارد. در این فرایند یک فرد به صورت مداوم توسط فرد یا گروهی که از او قوی‌ترند، مورد آزار قرار می‌گیرد.

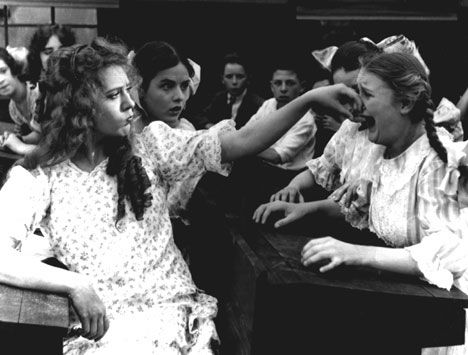
یک زن قلدر در فیلم صامت ربکا از مزرعه سانی‌بروک (۱۹۱۷)

قلدری رفتاری پرخاشگرانه و رایج است؛ این یعنی کلام و اقدام پرخاشگرانه‌ تکرارشونده‌ فردی با دیگری. مهم‌ترین ویژگی قلدری که آن را با سایر رفتارهای خشونت‌آمیز متمایز می‌کند، تناوب و تکرار آن است.

## انواع قلدری
قلدری به چهار دسته سوءاستفاده تقسیم‌بندی می‌گردد:
- قلدری روانی یا احساسی
- قلدری کلامی
- قلدری فیزیکی
- قلدری رایانه‌ای

رفتار قلدری در موقعیت‌های مختلفی صورت می‌گیرد که از مهمترین آن‌ها می‌توان موارد زیر را نام برد:
- قلدری در مدرسه
- قلدری در محل کار
- قلدری در دانشگاه
- قلدری در فضای شبکه
- قلدری در دنیای پزشکان
- رفتار قلدری و پرستاران
- رفتار قلدری و آموزگاران
- رفتار قلدری و متخصصان فناوری اطلاعات
- قلدری بر پایه گرایش‌های جنسی
- قلدری و معلولان
- قلدری در زندان‌ها
- قلدری در نیروهای نظامی

## قلدری یاایجیمهدر ژاپن
رفتارهای آزارنده و رنج‌آور در محیط‌های اجتماعی مانند مدرسه و محیط کار یا زندگی (میان همسایه‌ها) از مسائل اجتماعی همیشگی ژاپن بوده که ادب و قانون و قیود و ملاحظات اجتماعی از پس آن برنیامده و با همهٔ پیشرفت‌های مادی این مسئله که در ژاپن «ایجیمه» خوانده می‌شود، پابرجاست. از نمونه‌های بارز آن، رفتار گهگاه ناهنجار مردان با زنان در محیط کار است که ریشه در جامعهٔ مردسالار دارد اما در این سال‌های اخیر آزار و رفتار ایذایی کلاس‌های خشونت‌گرا در مدرسه بیشتر رایج بوده و تلاش بر این است که راه‌های مؤثر مقابله با آن یافت شود.